# Ковалевщизна-Фольварк
Ковалевщизна-Фольварк (пол. Kowalewszczyzna-Folwark) — село в Польщі, у гміні Соколи Високомазовецького повіту Підляського воєводства.
Населення — 107 осіб (2011).
У 1975-1998 роках село належало до Ломжинського воєводства.

## Демографія
Демографічна структура станом на 31 березня 2011 року:
|          | Загалом | Допрацездатний вік | Працездатний вік | Постпрацездатний вік |
| -------- | ------- | ------------------ | ---------------- | -------------------- |
| Чоловіки | 56      | 11                 | 41               | 4                    |
| Жінки    | 51      | 7                  | 30               | 14                   |
| Разом    | 107     | 18                 | 71               | 18                   |